# Most na reki Sidu
Most na reki Sidu (kitajsko: 四 渡河 特 大桥) je 1.222 m dolg viseči most, ki prečka dolino reke Sidu v bližini Yesanguana v okrožju Badong, provinca Hubej, Kitajska. Most je  zasnoval CCSHCC druga Highway Consultants Company, L.t.d in je bil zgrajen po ceni 720 milijonov juanov (približno 100 milijonov USD). 
Za promet je bil odprt 15. novembra 2009.

## Geografija
Most je del nove avtoceste G50 Huyu, ki poteka vzporedno s kitajsko državno cesto 318, vzhod-zahod med Šanghajem in Chongqing in prečka širok pas gora, ki ločujejo kotlino Sečuan z nižinami vzhodne Hubei. Jangce predre isti gorski pas 50 km proti severu, kjer tvori znano sotesko Treh rek. Železnica Yiwan, dokončana leta 2010 poteka vzporedno z avtocesto, je bila opisana kot najbolj težka gradnja in najdražja (na km) železniška proga na Kitajskem. 
Most se razteza nad 500 metrov globoko dolino reke Sidu (levi pritok reke Qingjiang) in je nasledil mostova Royal Gorge in Beipan River Guanxing Highway kot najvišji most na svetu.

## Oblikovanje in gradnja
Most ima dva pilona v obliki "H", s palično glavno razponsko konstrukcijo in neviseča stranska razpona.  Konstrukcija Warren tip je bila zgrajena iz enainsedemdeset delov z največjim, ki tehta 91,6 ton. Konstrukcija je 6,5 m visoka in 26 metrov široka. 
Merjenje višine od dna soteske so opravili Eric Sakowski 496 m, Chongxu Wang 500 m in 550 m Yinbo Liu.
Prvi del glavnega kabla je bil nameščen s pilotnim kablom, ki je bil kot prvi nameščen z uporabo rakete. Pogoji na lokaciji mostu ne bi omogočili uporabe plovil ali helikopterjev, ki so jih uporabljali za namestitev prvega kabla. Nov način je v uporabi od 6. oktobra 2006 in je povzročila časovne in stroškovne prihranke.
Glavni kabli so narejeni iz 127 vzporednih žic, združeni v heksagonalno obliko. Vsak pramen je izdelan iz 127 žic (tudi heksagonalne obliko), tako da je skupno 16.129 žic v vsakem od dveh glavnih kablov. Vsak kabel lahko prenese 191.960 kilonewtona.